# تشرمنا (ناحیه دوماژلیتسه)
تشرمنا (به چکی: Čermná) یک منطقهٔ مسکونی در جمهوری چک است که در ناحیه دوماژلیتسه واقع شده‌است. تشرمنا ۳٫۲۵ کیلومتر مربع مساحت و ۲۳۰ نفر جمعیت دارد و ۴۳۶ متر بالاتر از سطح دریا واقع شده‌است.